# Gernot Kostorz

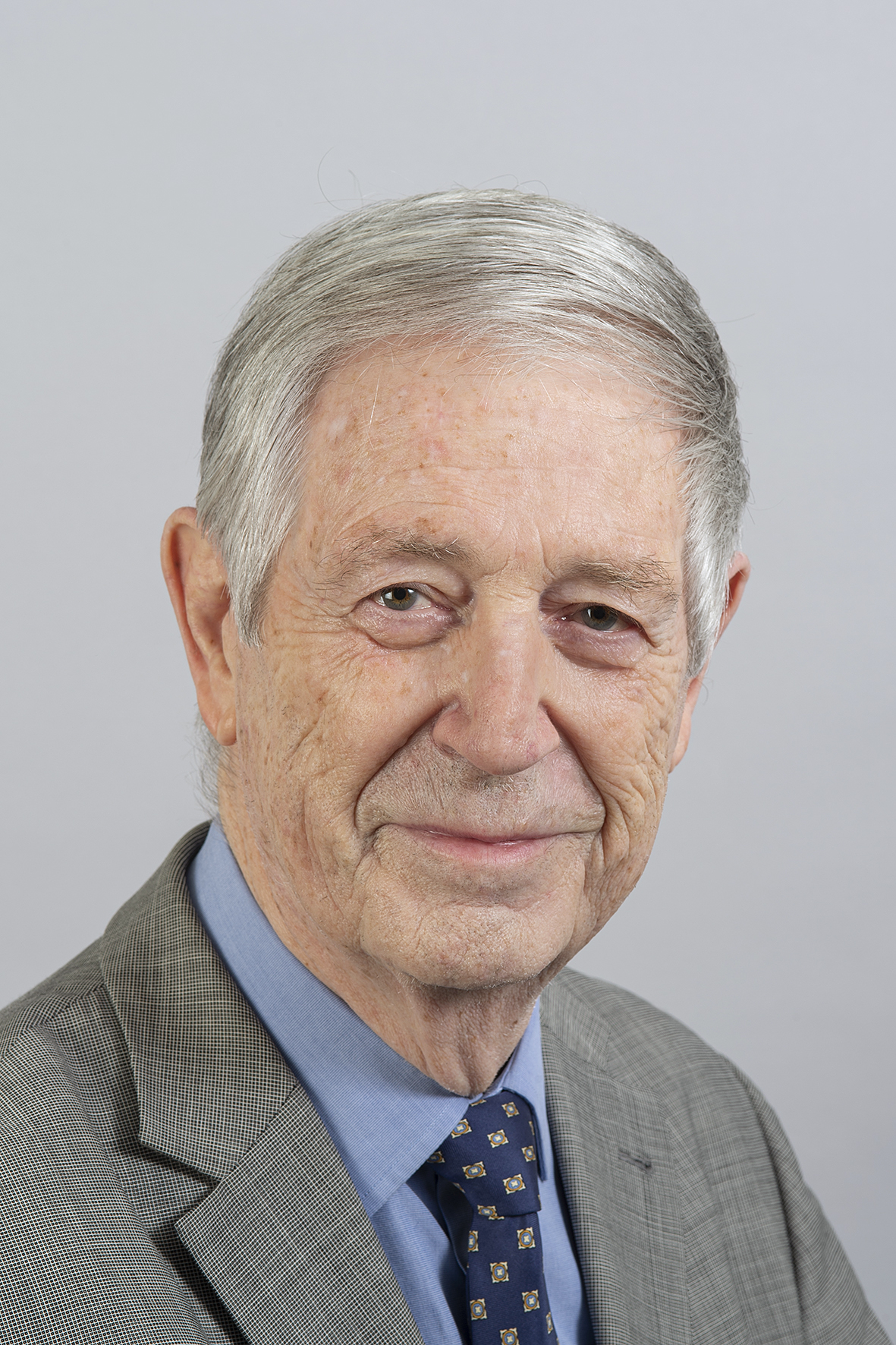
Gernot Kostorz (2021)

Gernot Kostorz (* 9. März 1941 in Kattowitz/Oberschlesien) ist ein deutscher Physiker und Professor an der ETH Zürich.

## Leben
Er wuchs in Deutschland auf und studierte Physik an der Universität Göttingen. Seine Diplomarbeit und seine Doktorarbeit (Dr. rer. nat.) über Kristallplastizität entstanden am dortigen Institut für Metallphysik bei Professor Peter Haasen. Von 1968 bis 1971 war er Postdoktorand und wissenschaftlicher Mitarbeiter am Argonne National Laboratory in Illinois.
Im Jahre 1971 ging er an das Institut Laue-Langevin in Grenoble, wo er am französisch-deutschen Höchstflussreaktor Neutronenstreumethoden für die Untersuchung von Kristalldefekten und Phasenumwandlungen mitentwickelte und einsetzte. Ab 1974 war er auch Lehrbeauftragter («professeur associé») der Universität Grenoble (Metallkunde und Kristallplastizität für Physiker). Von 1978 bis 1980 war er wissenschaftlicher Mitarbeiter am damaligen Max-Planck-Institut für Metallforschung (jetzt Institut für Intelligente Systeme) in Stuttgart.
Neben einem Zweitstudium in Musikwissenschaft, Geschichte und Philosophie an der Universität Zürich (MA 2022) widmete er sich bildungs- und hochschulpolitischen Aufgaben, insbesondere als Generalsekretär der Vereinigung der Schweizerischen Hochschuldozierenden (2005–2022).
Gernot Kostorz war mit Dorothea Kostorz, geb. Rogge († 2021), verheiratet. Ihre beiden Töchter, Dr. med. Anja Kostorz und Claudia Thurnherr, MSc UZH, leben in der Schweiz.

## Forschung
Gernot Kostorz war vom 1. April 1980 bis 31. März 2006 ordentlicher Professor für Physik am Institut für Angewandte Physik der ETH Zürich. Seit dem 1. April 2006 ist er emeritiert. An der ETH war er ein Mitbegründer des Studiengangs «Werkstoffe» (1981, heute Materialwissenschaft), Vorsteher der Abteilung Werkstoffe von 1984 bis 1986 und Vorsteher des Physik-Departements von 1996 bis 1998. Im Mittelpunkt seiner Forschung und Lehre standen die Beziehungen zwischen Mikrostruktur und Eigenschaften realer Festkörper. Dabei entstanden unter anderem mehr als fünfzig Doktorarbeiten unter seiner Anleitung.
Er war Gastforscher am Argonne National Laboratory (1977, 1986) sowie Gastprofessor an der Northwestern University, Evanston, Illinois (1995), an der Karls-Universität Prag (1996) und an der Universität Wien (2005/06).
In den Jahren 1991 und 1992 war er der erste Vizepräsident, danach bis 1994 Präsident der Federation of European Materials Societies (FEMS). Er war während vieler Jahre Co-Editor des Journal of Applied Crystallography, von 2005 bis 2012 Editor-in-Chief der damals acht Zeitschriften der International Union of Crystallography und bis Ende 2008 «Special Issues Editor» von Materials Science and Engineering A. Er ist (Mit-)Herausgeber zahlreicher Bücher und Tagungsbände und Autor respektive Co-Autor von über dreihundert wissenschaftlichen Publikationen.

## Mitgliedschaften und Auszeichnungen
Gernot Kostorz ist Ehrenmitglied der Metals Science Society of the Czech Republic (1996), der Federation of European Materials Societies (FEMS, 2003) und der Deutschen Gesellschaft für Materialkunde (2004). Im Jahre 2005 erhielt er die Heyn-Denkmünze der DGM für «wegweisende Beiträge zur Einführung der Neutronenstreuung in der Materialforschung».

## Publikationen (Auswahl)
- D. Abou-Ras, Gernot Kostorz, D. Bremaud, M. Kalin, F. V. Kurdesau, A. N. Tiwari, M. Dobeli: Formation and characterisation of MoSe2 for Cu(In,Ga)Se2-based solar cells. In: Thin Solid Films. Band 480–481/2005, S. 433–438, doi:10.1016/j.tsf.2004.11.098.
- D. Mukherji, R. Muller, R. Gilles, P. Strunz, J. Rosler, Gernot Kostorz: Nanocrystalline Ni3Al-type intermetallic phase powder from Ni-base superalloys. In: Nanotechnology. 15/2004, S. 648–657, doi:10.1088/0957-4484/15/5/042.
- P. Mullner, V. A. Chernenko, Gernot Kostorz: Large cyclic magnetic-field-induced deformation in orthorhombic (14M) Ni-Mn-Ga martensite. In: Journal of Applied Physics. 95/2004, S. 1531–1536, doi:10.1063/1.1639144.
- R. Erni, H. Heinrich, Gernot Kostorz: High-resolution Z-contrast STEM of Guinier-Preston zones in Al-3 at.% Ag. In: Materials Chemistry and Physics. 81/2003, S. 227–229, doi:10.1016/S0254-0584(02)00555-2.
- M. Terheggen, H. Heinrich, Gernot Kostorz, A. Romeo, D. Baetzner, A. N. Tiwari, A. Bosio, N. Romeo: Structural and chemical interface characterization of CdTe solar cells by transmission electron microscopy. In: Thin Solid Films. 431/2003, S. 262–266, doi:10.1016/S0040-6090(03)00268-2.
- K. Alchalabi, D. Zimin, Gernot Kostorz, H. Zogg: Self-assembled semiconductor quantum dots with nearly uniform sizes. In: Physical Review Letters. 90/2003, doi:10.1103/PhysRevLett.90.026104.
- M. Kompatscher, B. Deme, Gernot Kostorz, C. Somsen, E. F. Wassermann: Small-angle neutron scattering of precipitates in Ni-Ti shape memory alloys. In: Acta Materialia. 50/2002, S. 1581–1586, doi:10.1016/S1359-6454(02)00019-8.
- B. Schonfeld, M. J. Portmann, S. Y. Yu, Gernot Kostorz: The type of order in Cu-10 at.% Au - Evidence from the diffuse scattering of X-rays. In: Acta Materialia. 47/1999, S. 1413–1416, doi:10.1016/S1359-6454(99)00035-X.
- F. Kral, D. Perednis, B. Huey, D. A. Bonnell, Gernot Kostorz, L. J. Gauckler: Imaging current flow distributions in polycrystalline Bi2Sr2CaCu2Ox superconductors by magnetic force microscopy. In: Advanced Materials. 10/1998, S. 1442–1448, doi:10.1002/(SICI)1521-4095(199812)10:17<1442::AID-ADMA1442>3.0.CO;2-X.
- H. A. Calderon, P. W. Voorhees, J. L. Murray, Gernot Kostorz: Ostwald Ripening in Concentrated Alloys. In: Acta Metallurgica et Materialia. 42/1994, S. 991–1000, doi:10.1016/0956-7151(94)90293-3.
- S. Blunier, H. Zogg, C. Maissen, A. N. Tiwari, R. M. Overney, H. Haefke, P. A. Buffat, Gernot Kostorz: Lattice and Thermal Misfit Dislocations in Epitaxial CaF2/Si (111) and BaF2-CaF2/Si (111) Structures. In: Physical Review Letters. 68/1992, S. 3599–3602, doi:10.1103/Physrevlett.68.3599.
- Gernot Kostorz: Small-Angle Scattering Studies of Phase-Separation and Defects in Inorganic Materials. In: Journal of Applied Crystallography. 24/1991, S. 444–456., doi:10.1107/S0021889891002467.
- P. A. Dubey, B. Schonfeld, Gernot Kostorz: Shape and Internal Structure of Guinier-Preston Zones in Al-Ag. In: Acta Metallurgica et Materialia. 39/1991, S. 1161–1170, doi:10.1016/0956-7151(91)90204-E.
- L. Reinhard, B. Schonfeld, Gernot Kostorz, W. Buhrer: Short-Range Order in Alpha-Brass. In: Physical Review B. 41/1990, S. 1727–1734, doi:10.1103/PhysRevB.41.1727.
- P. O. Kettunen, T. Lepisto, Gernot Kostorz, G. Goltz: Voids Produced by Fatigue in Copper Single-Crystals of (111)-Orientation. In: Acta Metallurgica. 29/1981, S. 969–972, doi:10.1016/0001-6160(81)90050-X.
- V. Gerold, Gernot Kostorz: Small-Angle Scattering Applications to Materials Science. In: Journal of Applied Crystallography. 11/1978, S. 376–404, doi:10.1107/S0021889878013497.
- Gernot Kostorz: Plasticity of Niobium and Niobium-Molybdenum Single-Crystals in Superconducting and Normal States. In: Acta Metallurgica. 21/1973, S. 813–820., doi:10.1016/0001-6160(73)90046-1.
- Gernot Kostorz, L. L. Isaacs, R. L. Panosh, C. C. Koch: Anisotropy of the Upper Critical Field of Superconducting Technetium. In: Phys. Rev. Letters. 27/1971, S. 304–307.
- Gernot Kostorz, P. Haasen: Mischkristallhärtung von Kupfer. In: Zeitschrift für Metallkunde. 60/1969, S. 26–28.
- Gernot Kostorz: Mischkristallhärtung von Niob. In: Zeitschrift für Metallkunde. 59/1968, S. 941–952.